# Åsartjärnen
Åsartjärnen är en sjö i Härjedalens kommun i Härjedalen och ingår i Ljusnans huvudavrinningsområde. Sjön har en area på 0,131 kvadratkilometer och ligger 648,2 meter över havet.

## Delavrinningsområde
Åsartjärnen ingår i det delavrinningsområde (694854-136921) som SMHI kallar för Mynnar i Särvan. Medelhöjden är 781 meter över havet och ytan är 20,19 kvadratkilometer. Det finns inga avrinningsområden uppströms utan avrinningsområdet är högsta punkten. Vattendraget som avvattnar avrinningsområdet har biflödesordning 3, vilket innebär att vattnet flödar genom totalt 3 vattendrag innan det når havet efter 352 kilometer. Avrinningsområdet består mestadels av skog (69 procent) och kalfjäll (12 procent). Avrinningsområdet har 0,13 kvadratkilometer vattenytor vilket ger det en sjöprocent på 0,6 procent.